# Reginaldo Migliorança

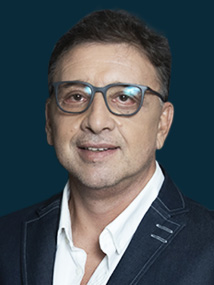
Reginaldo Migliorança

Reginaldo Migliorança, nascido em 1962, é um dentista natural de Campinas, São Paulo, Brasil.
Migliorança foi quem introduziu  a técnica extra-sinusal (ou técnica cirúrgica extramaxilar ou técnica de implante zigomático exteriorizado) para colocação de implantes zigomáticos na maxila, como alternativa à técnica intra-sinusal, descrita por Per Ingvar Brånemark em 1998. A técnica foi descrita por Migliorança em uma publicação em janeiro de 2006, e em 2007 foi publicado um artigo relatando o acompanhamento de 75 pacientes tratados com a técnica entre 2003 e 2006.
A técnica original de Migliorança de 2003 foi posteriormente implementada por outros cirurgiões em muitos outros países, como por exemplo Polônia, Itália, Espanha, Israel, China, Índia, Portugal e nos Estados Unidos.